# ペトルス・バルトロメオ

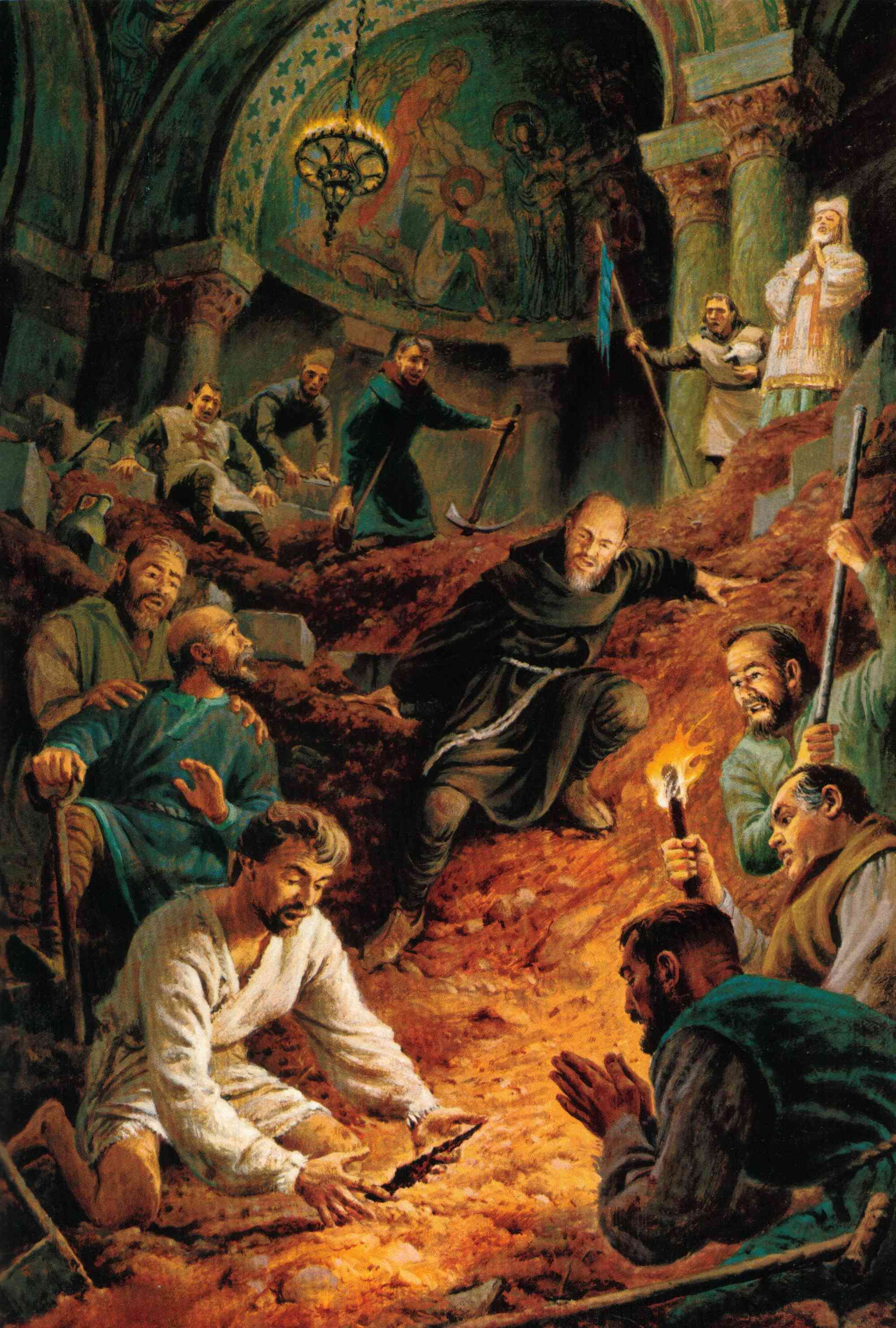
聖槍の発見

ペトルス・バルトロメオ（ピエール・バルテルミー、フランス語: Pierre Barthélemy, ? - 1099年）は、南フランス出身の修道士・兵士。第1回十字軍のアンティオキア攻囲戦の際、「聖槍」を発見したという逸話が残っている。
彼が最初に幻視を体験したのは、十字軍がアンティオキアを包囲していた1097年12月であった。ペトルスが体験した幻は、ほとんどが聖アンデレの現れるものであった。ペトルスは後に、幻視の中で自分は聖アンデレに連れられてアンティオキア城内の聖ペテロ教会へと向かい、聖遺物の一つで十字架上のイエス・キリストの脇腹を突いたという「聖槍」が見つかるであろう場所を示されたと述べている。聖アンデレはペトルスに、十字軍の指導者である諸侯にこのことを伝え、もし聖槍が見つかったらトゥールーズ伯レーモン（レーモン・ド・サン・ジル）に渡すよう教えたという。
ペトルスはこれをすぐさまレーモンや他の諸侯に伝えることはしなかった。アンティオキアが陥落する翌1098年6月までの間に、聖アンデレはペトルスの前にさらに4度現れた。アンティオキア包囲が続いていた1098年2月には、彼の眼は視力を失い始めた。これは十字軍を襲った飢餓による症状と考えられるが、彼自身は聖アンドレにより与えられた罰と考えていた。
1098年6月3日未明に十字軍はアンティオキア城内に押し入り、これを陥落させたが、6月9日には逆にケルボガ率いるセルジューク軍に包囲されてしまった。再び飢えと絶望が十字軍を襲った。このとき、ペトルスは諸侯の前に進み出て、幻視を見たことを主張した。諸侯の中でもレーモンは彼の言葉を信じ、レーモンをはじめ、年代記作者レーモン・ダジール（Raymond of Aguilers）、オランジェ司教ギヨーム（William, Bishop of Orange）らは聖ペテロ教会の地下を掘り始めた。6月14日、中から何も出ないかと思われたその時、ペトルスは自ら穴の底に下りて、土の中にあった槍の頭を見つけ出して見せた。「聖槍」はこうして発見され、十字軍内に熱狂を起こし、兵士らの士気を大いに高めた。ペトルスによれば、その夜、彼のもとを再び聖アンデレが訪れ、聖槍の発見を讃えて祝日を設けるよう命じたという。

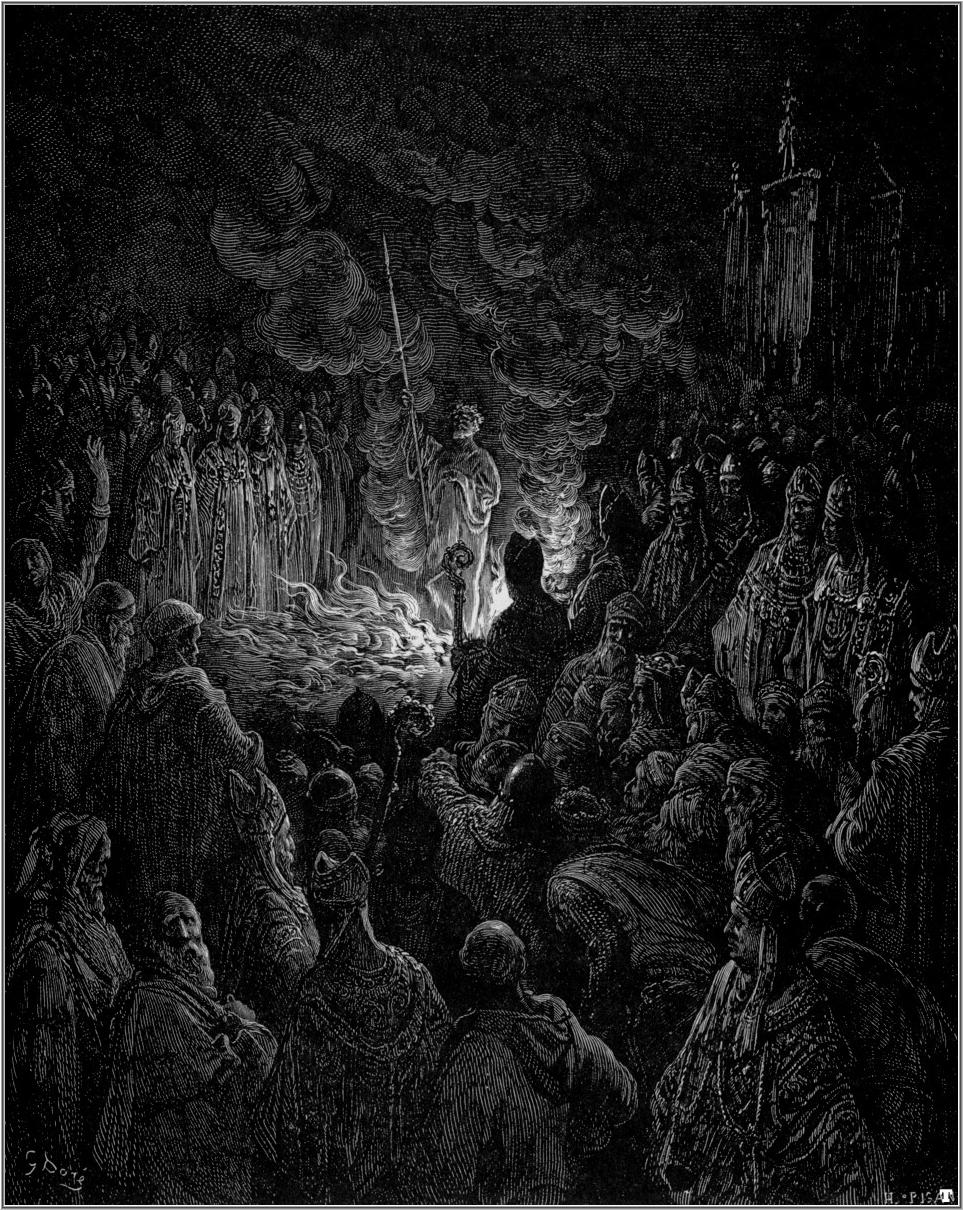
神明裁判（火による試練）にかけられるペトルス・バルトロメオ。ギュスターヴ・ドレの版画

十字軍の中には、教皇使節ル・ピュイのアデマールのように、「聖槍の発見」を疑わしいと感じ、ペトルスのこともペテン師だと考える者もいた。彼らによれば、ペトルスは単に自分が持っていた鉄のかけらを穴の底で取り出して、「聖槍を発見した」と言っただけであった。しかし多くの者はこれを吉兆ととらえ、ムスリムに対する勝利を神が保証したのだと考えた。6月28日には十字軍は聖槍を先頭に城外へ出撃し、セルジューク軍と衝突してこれを撃破することに成功した。教皇使節アデマールは攻囲戦終了直後の8月にアンティオキアを襲った疫病で没したが、ペトルスによれば、アデマールは死後にペトルスのもとを訪れて聖槍が本物であることを確証しにきたという。
しかしながら、レーモンを除く諸侯や貴族の多くがペトルスの言うことを信じなかったため、ペトルスの評判は次第に色あせてきた。ペトルスはイエス・キリストが彼のもとを訪れて、十字軍に対し裸足でエルサレムへ行軍するよう命じた、と主張したが、これはほとんど無視された。ほかに見た幻視では、キリスト、聖アンデレ、アデマールらが彼のもとに現れて、十字軍の様々な罪や悪徳に対して聖なる怒りをあらわしたともいう。
ペトルスに対して、聖書の国に来たのだから聖書の国らしく神明裁判を行おうという声も上がり始めた。エルサレムへ進軍中の1099年4月8日、ペトルスは自らの真実を証明するため、「火による試練」を受けることになった。これは燃える板壁と板壁の間の隙間を歩くというものだった。彼が嘘をついておらず聖なるものに導かれていたとすれば、この試練を無傷でこなすことができるはずだった。しかし彼は大火傷を負う結果になった。なおも彼は、火の中でキリストが現れたために炎の中でも無傷で済んだ、しかしその後で群衆が押し寄せてきたせいで大けがをしたのだ、と言い続けた。しかし苦悶の末、ペトルスは4月20日に没した。
レーモンの後ろ盾を受けたペトルスの発見した聖槍は、十字軍内のレーモンに対する権威を高めるものでもあった。そのペトルスが神明裁判に敗れ聖槍も偽物だという話が広まると、レーモンの権威も損なわれた。しかし西欧では、ペトルス・バルトロメオは真に幻視を見、本物の聖槍を発見したという話が伝わることになった。